# Wii Chess
Wii Chess és un videojoc d'escacs per a la Wii. Va sortir a Europa el 18 de gener de 2008. Més tard va sortir al Japó com a joc de WiiWare el 30 de setembre de 2008 amb el nom de Tsuushin Taikyoku: World Chess (通信対局 ワールドチェス). El joc mai va sortir a Amèrica ni a Oceania, encara que les consoles d'Oceania són compatibles amb el joc pel fet de ser de la regió PAL.
Wii Chess utilitza el motor d'escacs Loop Express.

## Gameplay
El joc es juga utilitzant el Wii Remote. No obstant, no es controla amb el punter, sinó que les peces es mouen pel tauler amb els botons de direccions.
El joc inclou una opció que ofereix als jugadors nous instruccions d'escacs sobre com s'ha de moure cada peça pel tauler. Els jugadors poden desar i tornar a veure els seus jocs més endavant. També podien jugar en línia contra altres jugadors gràcies a la Nintendo Wi-Fi Connection, i els jugadors de Wii Chess podien competir contra jugadors de World Chess i viceversa.

## Recepció
Official Nintendo Magazine Regne Unit va donar al joc una valoració del 78%. En van analitzar positivament la jugabilitat en línia, però en van criticar el disseny massa simple i que no aconseguiria l'atenció dels que no els agradin els escacs. Eurogamer el va valorar amb un 7 de 10, explicant que té algunes opcions interessants però que no pas prou funcions per justificar-ne el preu.